# Nihilisme (filosofie)
Nihilisme is binnen de filosofie een begrip dat wordt gebruikt om de ontkenning van het bestaan van betekenis of waarde in de wereld aan te duiden. Het woord komt van het Latijnse "nihil" dat letterlijk "niets" betekent. De term is sterk verbonden met de filosoof Friedrich Nietzsche, die veel over nihilisme schreef en er een specifieke invulling aan gaf.

## Geschiedenis

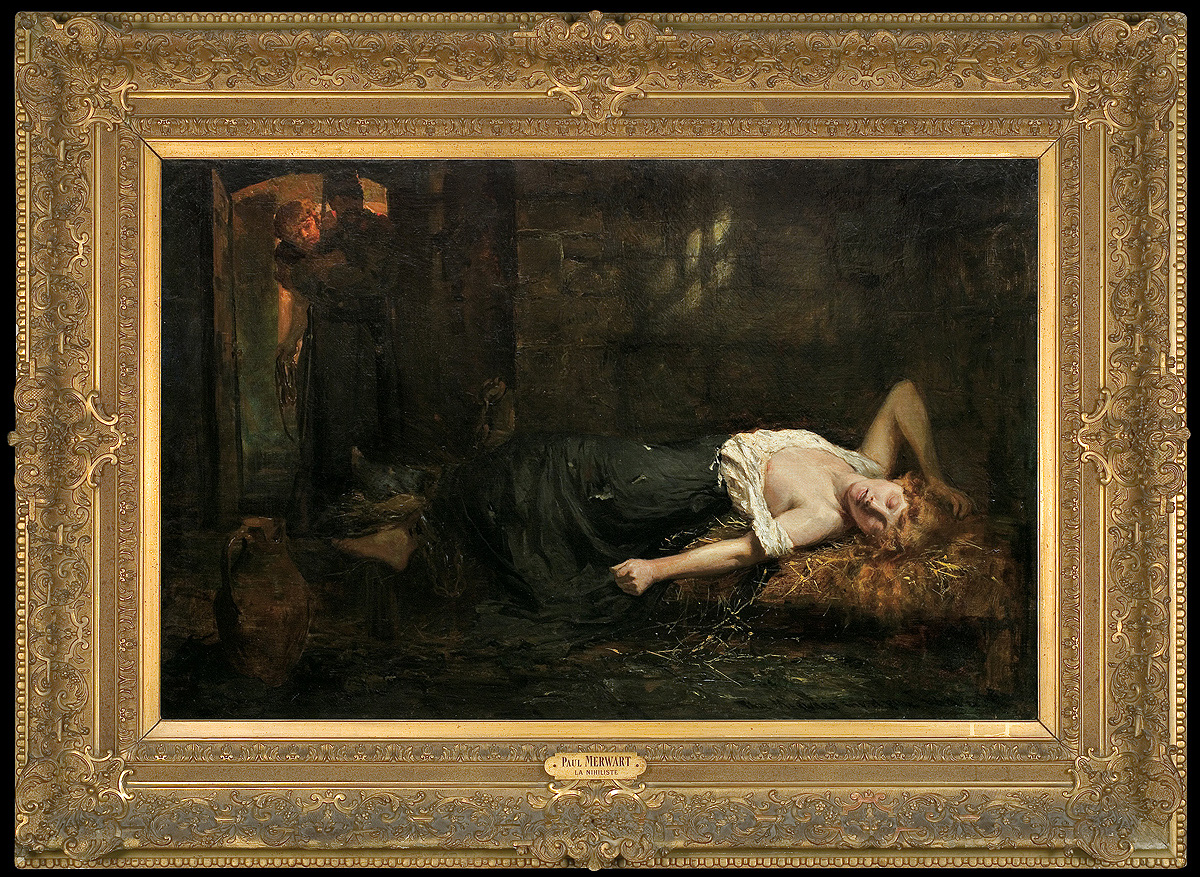
Paul Merwart La Nihiliste, 1882

De term bestaat in ieder geval al sinds de Franse Revolutie. In de filosofie werd nihilisme gepopulariseerd door Friedrich Heinrich Jacobi in 1799, in een kritiek op Fichte. De term wordt in deze tijd gebruikt om een afkering of afbraak te beschrijven van ‘hoogste waarden’. De term werd negatief gebruikt, zelfs als scheldwoord. In de eerste helft van de 19e eeuw werd de term in veel landen gebruikt door diegenen die vreesden voor de slechte invloed van een afkering van het geloof en de gangbare culturele waarden. Deze schrijvers vreesden een beweging "die niets heel laat van wat voor hen de hoogste waarden zijn."
Met Toergenjevs Vaders en Zonen werd in Rusland in de jaren 60 van de 19e eeuw de term nihilisme voor het eerst gebruikt in positieve zin. In dit boek geeft de hoofdpersoon Bazarov de volgende definitie:
"Een nihilist, dat is iemand die niet buigt voor autoriteiten, iemand die geen principe zomaar op goed geloof aanneemt, hoe goed en eerbiedwaardig het ook moge zijn..."
De nihilistische beweging die in Rusland opkwam in de jaren 1860-1870 had geen vastomlijnd programma en werd gekenmerkt door het zich afzetten tegen de gangbare overtuigingen. De term ging over op de hierop volgende radicalere groeperingen. De term werd hierop meer en meer gebruikt om extremisten van elke vorm te beschrijven, en werd daarmee wederom een scheldwoord.

### Nietzsche
Met Friedrich Nietzsche is het begrip nihilisme een sterk filosofisch begrip geworden. Een eenduidige definitie is lastig te geven, omdat hij de term in verschillende vormen voorstelt. Gemeenschappelijk in de definities is een besef van zinloosheid. Een bekende omschrijving van Nietzsche: „Was bedeutet Nihilismus? - Dass die obersten Werte sich entwerten. Es fehlt das Ziel. Es fehlt die Antwort auf das ‘Wozu?’."
Nietzsche omschreef zichzelf als een nihilist, maar wel vanuit een eigen invalshoek. Dit wordt tegenwoordig grotendeels bestreden. Zijn positieve opvattingen over het bestaan van waarheid en zijn erkenning van de (menselijke) natuur en geaardheid onderscheiden hem van de hoofdstroming in het nihilisme. Zijn verwerping van het bestaan van een volmaakte bron van absolute, universele en transcendentale waarden heeft hij gemeen met het nihilisme, maar anders dan andere nihilisten was hij geen nihilist in hart en nieren en heeft hij het nihilisme nooit verdedigd en toonde hij zich er zelfs heel kritisch over.
Zijn gecompliceerde verhouding met het nihilisme blijkt onder meer uit zijn bewering dat "waarheden illusies (zijn), waarvan we vergeten zijn dat ze het zijn", en zijn stelling dat het christendom de ultieme vorm van nihilisme zou zijn.
Volgens Nietzsche wordt het nihilisme gekenmerkt door:
- Ongeldigheid van moraal, in de zin dat morele waarden geen absolute geldigheid hebben; moraal is subjectief, zo bestaat er een slavenmoraal die geleid wordt door ressentiment en een heersersmoraal.[8].[bron?]
- Ongeldigheid van waarheid: objectieve eeuwige waarheden zijn niet kenbaar; waarheid is subjectief.
- Er is geen god: een eeuwige macht bestaat niet; de mens staat alleen.
- Eeuwige herhaling: de geschiedenis heeft geen doel.

Om deze redenen wordt Nietzsche ook wel gezien als een existentialist. De weg uit het nihilisme ziet Nietzsche in de mogelijkheid van mensen om übermenschen te worden, die zich niets gelegen laten liggen aan bestaande conventies maar hun eigen waarden scheppen, hetgeen kan leiden tot een Umwertung aller Werte.